# 黃子揚 (足球運動員)
黃子揚（Wong Tse Yang Oscar，1995年5月13日－），生於香港，香港足球運動員，司職守門員，父親是前馬來西亞國家隊經典門將黃金福，現時效力香港超級聯賽球會標準流浪。

## 早年生活
黃子揚生於香港，他於香港讀完幼稚園後，便舉家移居上海，報讀當地名校，於16歲時便開始正式接觸足球，並獲父親指導基本把關技術，至2011年4月才開始接受系統訓練，直至初中三就因找到好學校而搬到馬來西亞讀書，期間隨當地的職業球隊跟操，結果他在2017年獲著名學府香港中文大學取錄，而重返香港。

## 球員生涯
黃子揚學踢足球僅5年後，即於2017年加盟父親成名地，香港球壇的港超聯球會標準灝天，並在同年3月17日作客港會的護級大戰，後備入替，協助球隊以4–1勝出，球季完結後，黃子揚隨球隊球員一同轉投港超聯球會標準流浪，並在9月24日對夢想FC的高級組銀牌四強，正選登場，成為球會躋身高級組銀牌八強賽的功臣。結果流浪在2018年4月22日主場不敵R&F富力後，宣告護級失敗。

## 家庭生活
黃子揚父親為馬來西亞華人兼前馬來西亞門將黃金福，當年學守龍門5年就能夠代表馬來西亞國家隊參加1972年慕尼黑奧運，其後便遠赴香港發展，並為加山和南華和流浪以及精工等多間著名球會把關，在70年代叱咤本地足壇，期間黃金福更在香港理工大學讀夜校進修，到退役後，他本來留在香港從事電機工程，但兒子黃子揚讀完幼稚園後，便找不到好的小學，於是他就決定辭工舉家移居上海，直至讀到初中三搬回馬來西亞，而黃子揚妹妹則就讀香港大學。

## 外部連結
- 香港足球總會註冊球員資料 （页面存档备份，存于）